# John Bauer
John Bauer (Jönköping 4 de juny de 1882 - llac Vättern, 20 de novembre de 1918) va ser un il·lustrador i pintor suec conegut per la sèrie d'il·lustracions Bland Tomtar och Troll —en català «Entre els follets i els trols»—, un llibre de contes tradicionals dels Nadals de Suècia.
Va ser el tercer dels quatre fills d'Emma (sueca) i Joseph Bauer (alemany). L'única filla del matrimoni, Anna va morir amb tretze anys. John tenia llavors onze anys i va quedar profundament afectat per aguest decés, un fet que va influir en el seu art. Des de petit, va mostrar la seva aptitud pel dibuix i interès per la naturalesa de la seva regió natal. Als setze anys, Bauer va marxar a Estocolm amb l'objectiu d'estudiar Art i dos anys més tard va ingressar a la Reial Acadèmia Sueca de les Arts. Va compaginar els seus estudis a l'acadèmia amb els de la Història del vestit, de les armes i de la construcció, coneixements que es van reflectir després en les seves obres. Sense acabar els seus estudis, va rebre el seu primer encàrrec per il·lustrar llibres de contes, De gyllene böckerna, Ljungars saga i Länge, länge sedan, treballs pels quals es va fer conegut.
Durant la seva estada a l'acadèmia, va conèixer Esther Ellquist, amb qui es va casar el desembre de 1906. Va ser la sevamodel per a Sagoprinsessan —la Princesa Fada— (1905) i diverses altres de les seves obres. El mateix any de les seves noces, va començar a il·lustrar una sèrie anual de contes que li van atorgar la fama. Vuit de les deu primeres edicions estaven il·lustrades per ell i comptaven amb els seus retrats de trols, molt coneguts entre els lectors suecs. A la primavera del 1908 el matrimoni va viatjar cap a Itàlia per continuar els estudis d'Art i van passar dos anys en una vila propera a Volterra. Bauer va morir als 35 anys, amb la seva esposa i el seu fill, Bengt de dos anys, tots ofegats al llac Vättern quan el vapor Per Brahe en què viatjaven va naufragar en una tempesta el novembre de 1918.

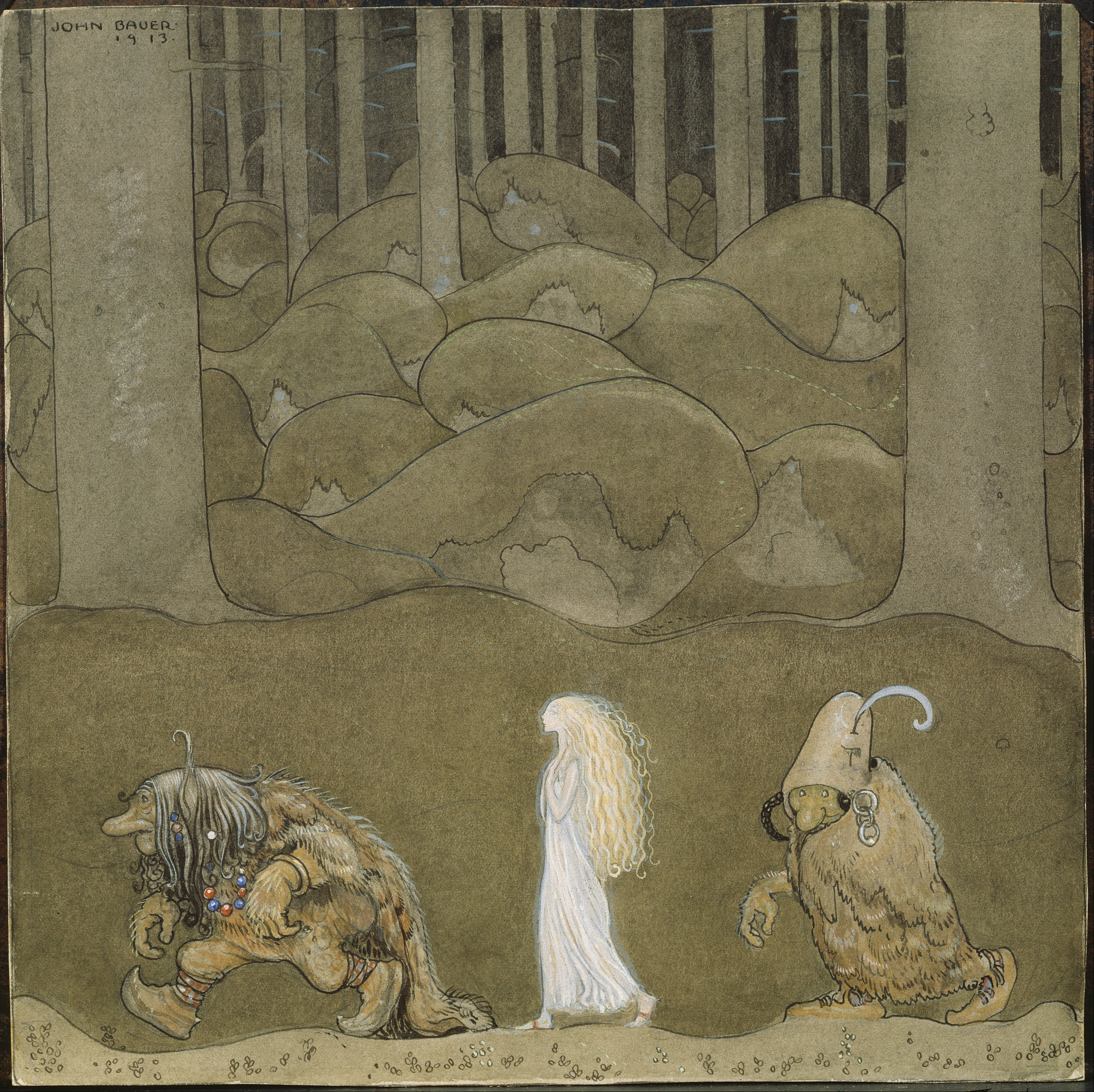
Prinsessan och trollen (En kväll vid midsommartid gingo de med Bianca Maria djupt in i skogen)

## Obra
El treball de John Bauer manté elements procedents d'Albert Engström i Carl Larsson, dos pintors contemporanis. La seva obra més coneguda és Bland Tomtar och Troll, una col·lecció de contes de fades escrita per autors suecs i publicat anualment a partir del 1907. Bauer va il·lustrar les edicions de 1907–1910 i de 1912–1915. Les primeres edicions eren de tonalitats cinerees i a vegades virades cap a tonalitats groguenques. Als seus treballs posteriors com Princess Tuvstarr, les il·lustracions eren assenyaladament policromàtiques. Les principals obres -realitzades en plena Belle Époque- sorprenen per l'avantguardisme; posseeixen elements que les aproximen llunyanament als artistes de la Secessió de Viena, les il·lustracions de la revista Simplicissimus i en línies generals al modernisme, no obstant això Bauer anava més enllà i gran part dels seus treballs semblen correspondre a una estètica que seria més freqüent un segle més tard. Un altre motiu típic en les seves il·lustracions són els boscos de la seva terra natal, Småland.
El 1913, Bauer rep l'encàrrec de l'arquitecte Ragnar Östberg de realitzar un fresc, Den helige Martin och tiggaren, per a la confraria de Nyköping. La seva obra també s'exhibí en l'Exposició Universal de Sant Francisco (1915).